# پینول (کالیفرنیا)
پینول (به انگلیسی: Pinole) شهری در شهرستان کنترا کوستا ایالت کالیفرنیا است که در سرشماری سال ۲۰۱۰ میلادی، ۱۸۳۹۰ نفر جمعیت داشته است.